# 短柄斑龙芋
短柄斑龙芋（学名：Sauromatum brevipes）是天南星科斑龙芋属的植物。分布在尼泊尔、锡金、印度以及中国大陆的西藏等地，生长于海拔2,400米的地区，见于山坡草地，目前尚未由人工引种栽培。